# Diatriba
Una diatriba (del grec clàssic διατριβή, diatribé, «discurs parlat», «conferència») és un discurs o escrit violent, a vegades injuriós, que implica una agressió contra persones o institucions.
Inicialment, en la seva accepció grega, era una conversa entre un mestre i els seus deixebles sobre una qüestió filosòfica. Aquestes converses / lectures morals tenien amb freqüència un to polèmic, fet que derivà en el sentit modern de la paraula.